# Turó dels Tudons
El Turó dels Tudons és una muntanya de 579 metres que es troba al municipi d'Arbúcies, a la comarca catalana de la Selva.